# Eastcote (Northamptonshire)
Eastcote – wieś w Anglii, w hrabstwie Northamptonshire, w dystrykcie (unitary authority) West Northamptonshire. Leży 10 km na południowy zachód od miasta Northampton i 97 km na północny zachód od Londynu.